# A Boy and His Dog (film 1946)
A Boy and His Dog è un cortometraggio del 1946 diretto da LeRoy Prinz.
Il corto ha vinto nell'ambito dei Premi Oscar 1947 l'Oscar al miglior cortometraggio a 2 bobine.